# 임베디드 소프트웨어 산업 협의회
임베디드소프트웨어ㆍ시스템산업협회(KESSIA : Korea Embedded Software and System Industry Association)는 임베디드 소프트웨어 산업의 진흥을 목표로 하는 비영리 단체로, 2003년 2월 18일 한국정보산업연합회의 부설기구로 발족하였다. 기업간 의견을 조율하며 정부의 정책추진 상황을 모니터닝한다. 이 협의회는 대한민국 임베디드 소프트웨어 분야의 유일한 민간 구심체이다.

## 사업내용
- 법/제도 연구와 정책개발 및 대정부 건의활동
- 기술동향 조사 및 표준 규격 연구/개발
- 새로운 서비스의 공동개발 및 이용활성화
- 서비스 확산과 이용촉진을 위한 전시회, 세미나 등 홍보 및 보급 확산
- 해외진출을 위한 마케팅 및 국제기관과 교류 협력
- SW관련단체, 연구기관과의 업무제휴 및 공동사업 전개
- 기타 임베디드 SW산업 발전에 필요한 사업 등